# Tour de Francia 1966
El 53.º Tour de Francia se disputó entre el 21 de junio y el 14 de julio de 1966 con un recorrido de 4329 km. dividido en 22 etapas de las que la tercera, la decimocuarta y la vigésimo segunda estuvieron compuestas por dos sectores.
Participaron 130 ciclistas repartidos en 13 equipos de 10 corredores de los que solo lograron llegar a París 82 ciclistas. En esta faceta destacó el equipo Fagor al lograr finalizar la prueba con todos sus integrantes.
En esta edición del Tour se practicaron los primeros controles antidopaje al término de la 8.ª etapa. Al día siguiente, después de recorrer los primeros 5 kilómetros de la 9.ª etapa, los ciclistas se declararon en huelga solicitando, a través de su portavoz Rik Van Looy, que los controles no se realizarán por la noche. Al finalizar la 13.ª etapa 6 corredores dieron positivo en el control antidopaje.
El vencedor cubrió la prueba a una velocidad media de 36,819 km/h.

## Etapas
| Etapa    | Fecha  | Recorrido                     | Distancia (km) | Ganador                | Líder               |
| -------- | ------ | ----------------------------- | -------------- | ---------------------- | ------------------- |
| 1.ª      | 21 jun | Nancy-Charleville-Mézières    | 208,5          | Rudi Altig             | Rudi Altig          |
| 2.ª      | 22 jun | Charleville-Mézières-Tournai  | 198            | Guido Reybrouck        | Rudi Altig          |
| 3.ª (1)  | 23 jun | Tournai-Tournai               | 21 (CRE)       | Televizier-Batavus     | Rudi Altig          |
| 3.ª (2)  | 23 jun | Tournai-Dunkerque             | 131,5          | Gerben Karstens        | Rudi Altig          |
| 4.ª      | 24 jun | Dunkerque-Dieppe              | 205            | Willy Planckaert       | Rudi Altig          |
| 5.ª      | 25 jun | Dieppe-Caen                   | 178,5          | Franco Bitossi         | Rudi Altig          |
| 6.ª      | 26 jun | Caen-Angers                   | 216,5          | Edward Sels            | Rudi Altig          |
| 7.ª      | 27 jun | Angers-Royan                  | 252,5          | Albert Van Vlierberghe | Rudi Altig          |
| 8.ª      | 28 jun | Royan-Burdeos                 | 137,5          | Willy Planckaert       | Rudi Altig          |
| 9.ª      | 29 jun | Burdeos-Bayona                | 201            | Gerben Karstens        | Rudi Altig          |
| 10.ª     | 1 jul  | Bayona-Pau                    | 234,5          | Tommaso de Pra         | Tommaso de Pra      |
| 11.ª     | 2 jul  | Pau-Luchon                    | 188            | Marcello Mugnaini      | Jean-Claude Lebaube |
| 12.ª     | 3 jul  | Luchon-Revel                  | 218,5          | Rudi Altig             | Karl-Heinz Kunde    |
| 13.ª     | 4 jul  | Revel-Sète                    | 191,5          | Georges Vandenberghe   | Karl-Heinz Kunde    |
| 14.ª (1) | 5 jul  | Montpellier-Vals-les-Bains    | 144            | Jo De Roo              | Karl-Heinz Kunde    |
| 14.ª (2) | 5 jul  | Vals-les-Bains-Vals-les-Bains | 20 (CR)        | Raymond Poulidor       | Karl-Heinz Kunde    |
| 15.ª     | 6 jul  | Privas-Le Bourg-d'Oisans      | 203,5          | Luis Otaño             | Karl-Heinz Kunde    |
| 16.ª     | 7 jul  | Le Bourg-d'Oisans-Briançon    | 148,5          | Julio Jiménez          | Jan Janssen         |
| 17.ª     | 8 jul  | Briançon- Turín               | 160            | Franco Bitossi         | Lucien Aimar        |
| 18.ª     | 10 jul | Ivrea-Chamonix                | 188            | Edy Schutz             | Lucien Aimar        |
| 19.ª     | 11 jul | Chamonix-Saint-Étienne        | 264,5          | Ferdinand Bracke       | Lucien Aimar        |
| 20.ª     | 12 jul | Saint-Étienne-Montluçon       | 223,5          | Henk Nijdam            | Lucien Aimar        |
| 21.ª     | 13 jul | Montluçon-Orleans             | 232,5          | Pierre Beuffeuil       | Lucien Aimar        |
| 22.ª (1) | 14 jul | Orleans-Rambouillet           | 111            | Edward Sels            | Lucien Aimar        |
| 22.ª (2) | 14 jul | Rambouillet-París             | 51,5           | Rudi Altig             | Lucien Aimar        |

CR = Contrarreloj individual
CRE = Contrarreloj por equipos

## Clasificación general
| Clasificación general |                      |                          |                   |
| Ciclista              | Ciclista             | Equipo                   | Tiempo            |
| --------------------- | -------------------- | ------------------------ | ----------------- |
| 1.º                   | Lucien Aimar         | Ford France-Hutchinson   | 117 h 34 min 21 s |
| 2.º                   | Jan Janssen          | Pelforth-Sauvage-Lejeune | + 1 min 07 s      |
| 3.º                   | Raymond Poulidor     | Mercier-BP-Hutchinson    | + 2 min 02 s      |
| 4.º                   | José Antonio Momeñe  | Kas-Kaskol               | + 5 min 19 s      |
| 5.º                   | Marcello Mugnaini    | Filotex                  | + 5 min 27 s      |
| 6.º                   | Herman Van Springel  | Dr. Mann-Grundig         | + 5 min 44 s      |
| 7.º                   | Francisco Gabica     | Kas-Kaskol               | + 6 min 25 s      |
| 8.º                   | Roger Pingeon        | Peugeot-BP-Michelin      | + 8 min 22 s      |
| 9.º                   | Karl-Heinz Kunde     | Peugeot-BP-Michelin      | + 9 min 06 s      |
| 10.º                  | Martin Vandenbossche | Roméo-Smith's            | + 9 min 57 s      |